# Neogrotella spaldingi
Neogrotella spaldingi là một loài bướm đêm trong họ Noctuidae.